# 逐次積分
数学の微分積分学周辺分野における逐次積分（ちくじせきぶん、英: iterated integral; 累次積分、反復積分）または繰り返し積分 (repeated integral) とは、複数の変数を持つ函数に対して、そのいくつかの変数を任意定数と看做すことによって得られる複数の積分を繰り返し適用して得られる積分のことである。例えば二変数函数 f(x, y) に対して、y は定数（あるいは助変数）と看做して x に関する積分 ∫ f(x, y)dx を考えることができて、これは y の函数をあたえるから、さらに y に関して積分して、逐次積分 
{\displaystyle \int \left(\int f(x,y)dx\right)dy}
が得られる。逐次積分の概念を考えるに当たり一つ重要な点としては、これは多重積分
{\displaystyle \iint f(x,y)\,dx\,dy}
とは原則として異なる概念であるということが挙げられる。すなわち、一般にはこの二つは異なるのであるけれども、それでも十分緩やかな条件下でこれらが一致することを主張するフビニの定理が知られている。
括弧を省いて表記を簡素化する
{\displaystyle \int dy\int f(x,y)\,dx}
のような記法も慣習的によく用いられるが、これを ∫dy と ∫f(x, y)dx との積と混同してはならない。
逐次積分は、括弧などで指定された演算順序に従って計算していくことになるが、内側から順に逐次外側へ向かって計算するのが自然である。

## 例

### 簡単な計算
逐次積分
{\displaystyle \int \left(\int (x+y)\,dx\right)dy}
の計算については、内側の x に関する積分が y を定数とみて
{\displaystyle \int (x+y)\,dx={\frac {x^{2}}{2}}+yx}
と計算できるから、これを y に関して積分して
{\displaystyle \int {\Bigl (}{\frac {x^{2}}{2}}+yx{\Bigr )}dy={\frac {yx^{2}}{2}}+{\frac {xy^{2}}{2}}}
を得る。ただし、この計算の過程で現れるはずの積分定数については省略した。注意すべきは、最初に内側の積分を行ったときに現れる積分定数とは、x に関して言う限りにおいて「定数」なのであって、これは厳密に言えば y を含む函数となることである。これは、積分函数を x に関して（偏）微分するならば、もともとの被積分函数が何であるかとは無関係に y のみを含む項はすべて消えることに起因する。同様に、二度目の積分では y に関する積分をするから、「積分定数」として x の函数が加えられる。このような事情から、多変数函数に対する不定積分というものはそれほど明確な意味を持つものとはならない。一変数函数の原始函数が高々定数の違いしか持たないのに対して、多変数函数の原始函数に変数を含む未知項が現れることは函数の振る舞いを劇的に変えてしまうのである。

### 積分の順序
逐次積分において、どの順番で積分を計算するかは重要なことである。例えば、計算順序が変われば結果も変わるということが、少し複雑な函数に対しては普通に起きる。
正数からなる単調増加数列 0 < a0 < a2 < … が an → 1 を満たすとし、連続函数 gn が開区間 (an, an+1) で 0 でなく、それ以外では常に 0 となるものとして、さらに任意の n について ∫1
0 gn = 1 が満たされるならば、
{\displaystyle f(x,y)=\sum _{n=0}^{\infty }(g_{n}(x)-g_{n+1}(x))g_{n}(y)}
なる和によって函数 f(x, y) を定義することができる。これは各 (x, y) を決めるごとに 0 でない項は高々ひとつしかないことに注意すれば、
{\displaystyle \int _{0}^{1}\left(\int _{0}^{1}f(x,y)\,dy\right)dx=1\neq 0=\int _{0}^{1}\left(\int _{0}^{1}f(x,y)\,dx\right)dy}
なることが確かめられる(Rudin 1970)。

## 関連図書
- 河野俊丈『反復積分の幾何学』シュプリンガージャパン〈シュプリンガー現代数学シリーズ〉、2009年。ISBN 978-4431706694。